# Троицкое (Некрасовский район)
Тро́ицкое — село в сельском поселении Бурмакино Некрасовского района Ярославской области.

## География
Расположено примерно в 31 км к юго-юго-востоку от центра Ярославля и в 38 км к юго-западу от посёлка Некрасовское. Со всех сторон в нескольких сотнях метров от села находится лес.
Имеется тупиковая подъездная дорога к селу от автодороги Туношна — Нерехта.

## История
Первое упоминание села относится к 1613 г. в связи с выдачей Ввозной (послушной) грамоты Андрею Беднякову на жеребья села Троицкого и деревни Воронина, опубликованной в вып. 4 «Рукописей славянских и русских» (1897 г.). Весь XVII и как минимум начало XVIII века одной из частей владели Бедняковы (Бетняковы, Бекняковы). Упоминание о другой части содержится в писцовых книгах и относится к 1627—1629 гг.:
(Села того же Закоторостнаго стана, бывшия за вотчинниками.)

Село Троицкое жеребей стольника князя Петра Григорьевича Ромодановского — купленная вотчина, что он купил у тестя своего, князя Андрея Звенигородского, выслуженную им вотчину за царя Василья Ивановича Московское осадное сиденье и из его ж поместья, а в селе церковь пресвятыя Троицы стоит на общей земле вотчинника и помещиков. Церковные пашни десять четвертей середние земли. Да к церкви ж пустошь Дворище большое, перелогу лесом поросло десять четвертей и другая пустошь Дворище малое, перелогу середние земли осьмнадцать четвертей, сена в обеих пустошах двадцать копен.
После временной лакуны с 1707 по 1752 г. преемственность частей села проследить невозможно, поскольку из разных источников известно, что в третьей четверти XVIII века селом или одной из его частей владеют Юсуповы (Борис Григорьевич и вслед за ним его вдова Ирина Михайловна урождённая Зиновьева), после них, в конце XVIII — первой половине XIX в. — Тихменевы, Архаровы, а примерно в третьей четверти XIX в. — Толбузины.
Исторически село относилось к Закоторожскому (Закоторостному) стану Ярославского уезда, позже — 1-му стану того же уезда, когда было волостным центром. 
В конце XIX — начале XX века село являлось центром Троицкой волости Ярославского уезда Ярославской губернии. В 1883 году в селе было 66 дворов.
С 1929 года село являлось центром Троицкого сельсовета Гаврилов-Ямского района, в 1944 — 1959 годах — в составе Бурмакинского района, с 1960 года — в составе Митинского сельсовета Гаврилов-Ямского района, с 1965 года — в составе Бурмакинского сельсовета Некрасовского района, с 2005 года — в составе сельского поселения Бурмакино.

## Население
| 1859 | 1883 | 2007 | 2010 |
| ---- | ---- | ---- | ---- |
| 335  | ↗405 | ↘3   | ↘2   |

## Достопримечательности
В селе расположена недействующая Церковь Троицы Живоначальной (конец XVII века).